# هاریج
هاریج (به انگلیسی: Harij) یک منطقهٔ مسکونی در هند است که در Harij Taluka واقع شده‌است. هاریج ۱۸٬۳۸۸ نفر جمعیت دارد و ۳۳ متر بالاتر از سطح دریا واقع شده‌است.